# مقاطعة ياو تسيم مونغ

موقع مقاطعة ياو تسيم مونغ في هونغ كونغ.

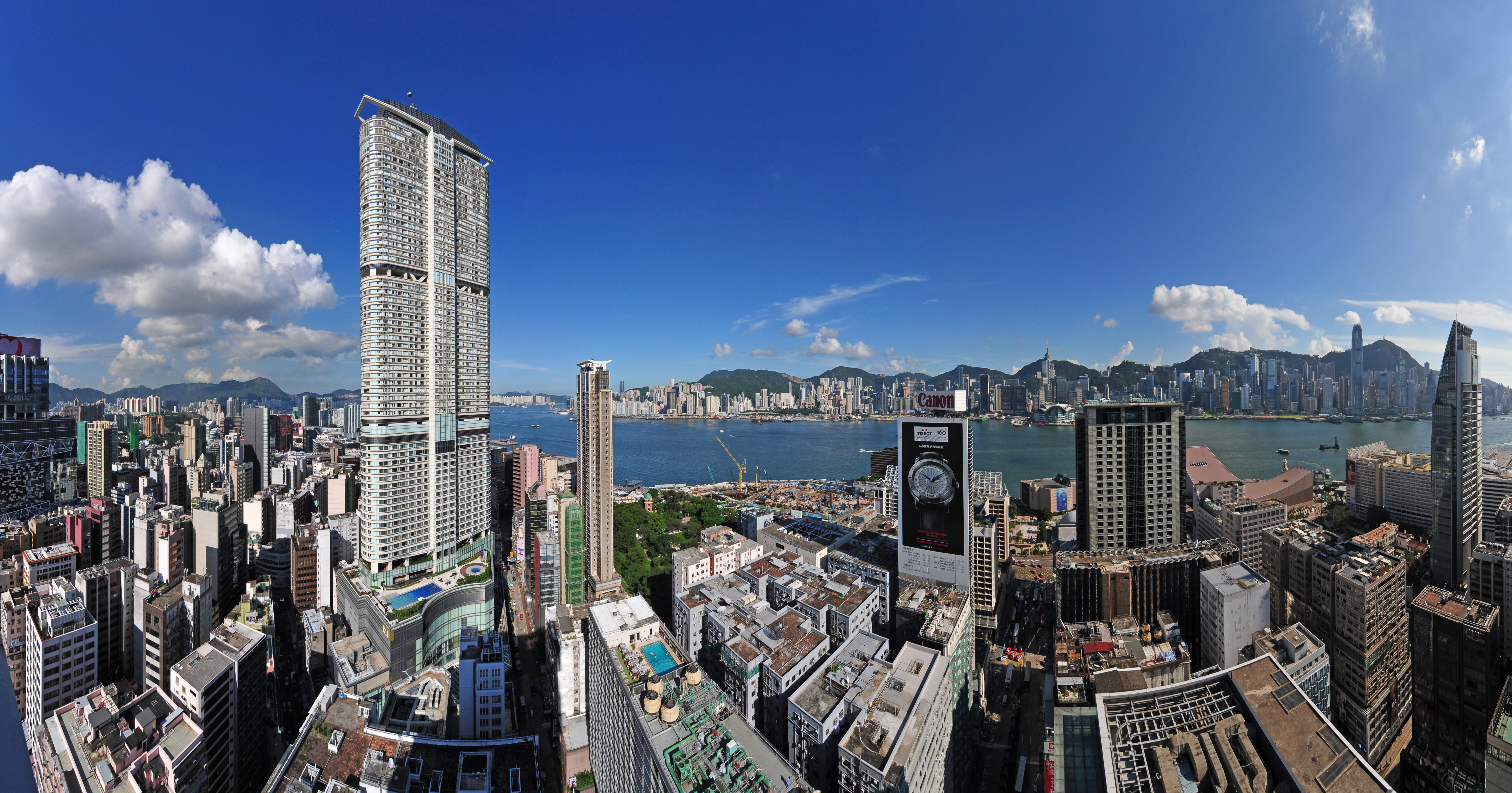
Tsim Sha Tsui

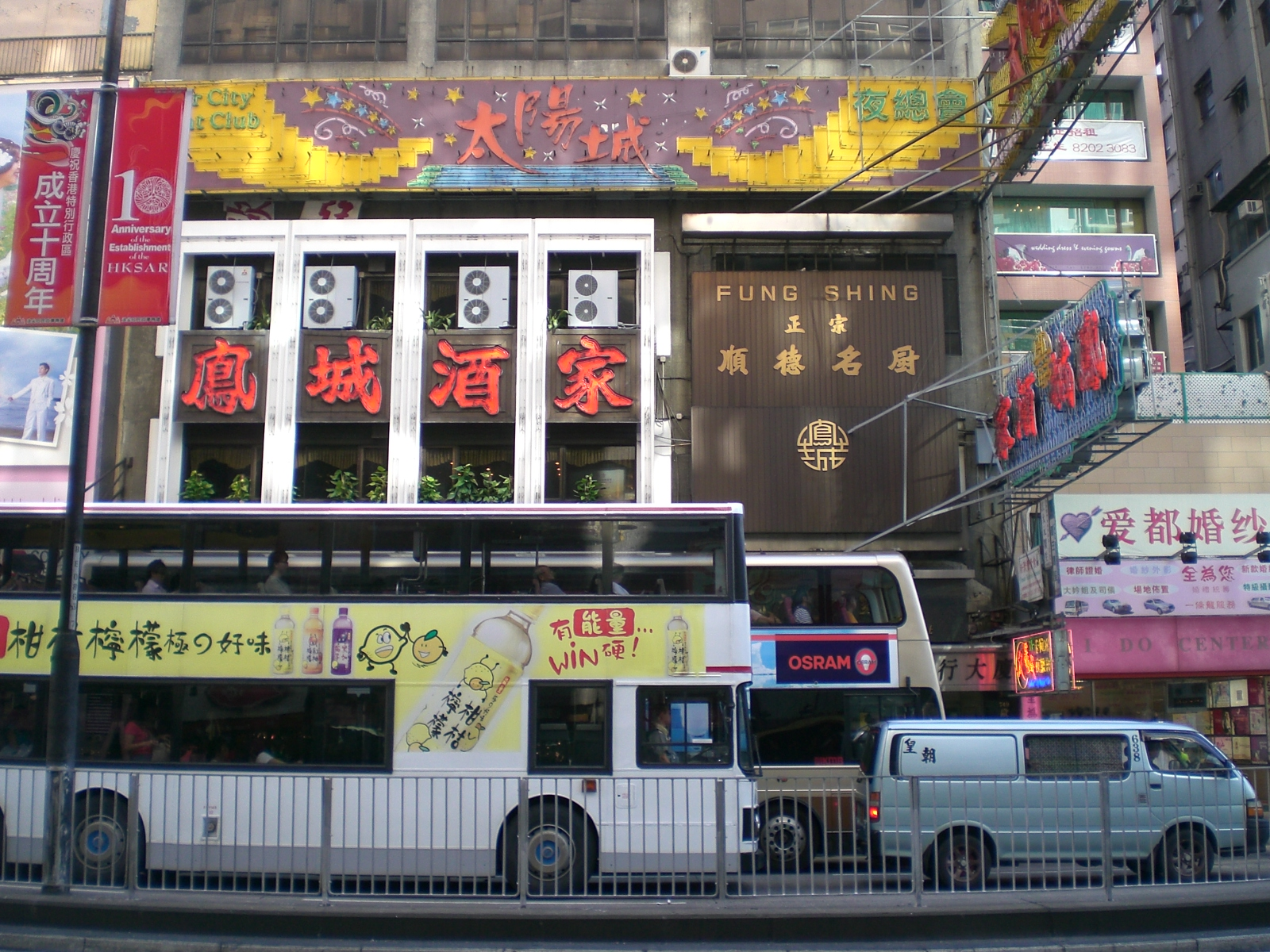
شارع ناثان في منطقة مونغ لياو تسيم.

مقاطعة ياو تسيم مونغ (بالصينية: 油尖旺區) هي واحدة من 18 مقاطعة إدارية في هونغ كونغ ، وتقع في غرب شبه جزيرة كولون. وتعتبر المجال الأساسي في منطقة كولون الحضرية. للمنطقة ثالث أعلى كثافة سكانية في هونغ كونغ. بلغ مجموع سكان ياو تسيم مونغ 280.548 نسمة في العام 2006.

## وصلات خارجية
- مجلس مقاطعة ياو تسيم مونغ